# Марш-Харбор
Марш-Харбур — город, расположенный на островах Абако на Багамских островах. Население города составляло 6283 человека на 2024 год.
Поселение расположено на полуострове недалеко от шоссе Грейт-Абако, которое проходит на юг через Грейт-Абако к Чероки-Пойнт и Литтл-Харбор. К северу от города дорога переходит в шоссе Ю. С. Бутл, еще один ровный участок, который тянется на северо-запад к Трежер-Кей и Литтл-Абако.
В Марш-Харборе есть большинство услуг, доступных во всех Абакосах, включая почтовое отделение, книжный магазин, продуктовые магазины, специализированные магазины, туристические агентства и прачечные. Посетители приезжают покататься на лодке, поплавать с маской и трубкой и останавливаются в одном из домиков, расположенных недалеко от Бэй-стрит на набережной, хотя некоторые искатели приключений оставляют день или два, чтобы покататься на байдарках по мергелям в сопровождении гидов-натуралистов. Мергели — это обширный регион с нетронутыми мангровыми зарослями и открытыми отмелями, называемыми «флэтс», которые таят в себе богатое разнообразие дикой природы и являются важным местом для рыбного промысла, как для местного пропитания, так и для занятий спортом.
В 2019 году Марш-Харбор непосредственно пострадал от урагана «Дориан» 5-й категории, который нанес серьезный ущерб большинству зданий и инфраструктуры в городе.